# 角田市立藤尾小学校
角田市立藤尾小学校（かくだしりつ ふじおしょうがっこう）は、宮城県角田市にあった公立小学校。

## 学校教育目標
主体的に生きる心豊かな児童を育成する

## 沿革
- 1947年（昭和22年）4月1日 - 尾山国民学校と藤田国民学校を統合して、藤尾村立藤尾小学校が開校
- 1954年（昭和29年）10月1日 - 町村合併で角田町立藤尾小学校に改称
- 1958年（昭和33年）10月1日 - 市制施行により角田市立藤尾小学校に改称
- 2023年（令和5年）3月31日 - 角田市立枝野小学校と統合し、新設の角田市立金津小学校が開校し、閉校。

## 通学区域
- 角田市枝野（字青木）、尾山（字赤坂、姥沼、大橋、大椚、大谷、作田、沼田、林田、香取原、日向、上日向、関ノ入、台、二本木、引田、山下を除く。）、藤田、佐倉（字中島北）[4]

## 卒業後の進路
- 角田市立角田中学校[4]